# Finnische Badmintonmeisterschaft 1958
Die Finnische Badmintonmeisterschaft 1958 fand in der Brobergska Samskolan in Helsinki statt. Es war die vierte Austragung der nationalen Titelkämpfe von Finnland im Badminton.

## Titelträger
| Disziplin    | Sieger                             |
| ------------ | ---------------------------------- |
| Herreneinzel | Kaj Lindfors                       |
| Dameneinzel  | Terttu Weckström                   |
| Herrendoppel | Kaj Lindfors Harry Sarén           |
| Damendoppel  | nicht ausgetragen                  |
| Mixed        | Kaj Lindfors Margareta Frederiksen |